# Paul Bénichou
Paul Bénichou (Tlemcen, 19 settembre 1908 – Parigi, 14 maggio 2001) è stato un critico letterario e saggista francese.

## Biografia
Nato in Algeria da una famiglia ebraica, ha fatto studi brillanti e premiati al Lycée Louis-le-Grand prima di entrare all'École normale supérieure nel 1926 dove fu amico di Jean-Paul Sartre, Raymond Aron, e Maurice Merleau-Ponty.
Ha poi insegnato al Liceo Condorcet, e, per sfuggire all'antisemitismo nazista, all'Institut français di Buenos Aires (fondato insieme a Roger Caillois). Dopo la seconda guerra mondiale ha fatto ricerca al CNRS. Dal 1959 al 1979 è stato professore ordinario di letteratura francese per un semestre all'anno alla Harvard University. Nel 1976 fu eletto membro dell'American Academy of Arts and Sciences.
Le sue opere sono centrate sulla storia della letteratura, sul rapporto tra scrittore e società, dal punto di vista morale (soprattutto nel primo suo importante studio, ripubblicato più volte, sul XVII secolo), occupandosi anche di scrittori quali Molière, Charles Baudelaire, Gustave Flaubert, Gérard de Nerval, Sainte-Beuve, Charles Nodier, Alfred de Musset, Théophile Gautier, Pierre-Simon Ballanche e Stéphane Mallarmé.
Morto a 92 anni, mentre ancora studiava e pubblicava saggi, è stato sepolto al Cimitero di Père-Lachaise.

## Opere
- Morales du Grand Siècle, Paris, Gallimard, 1948, trad. it. Morali del Grand Siècle: cultura e società nel Seicento francese, Bologna, Il Mulino, 1990 ISBN 88-15-02671-1
- L'écrivain et ses travaux, Paris, Corti, 1967
- Nerval et la chanson folklorique, Paris, Corti, 1970
- Les images romantiques, Paris. Gallimard, 1988
- Selon Mallarmé, Paris, Gallimard, 1995
- Varietés critiques de Corneille à Borges, Paris, Corti, 1996
- poi raccolti in Romantismes français, Paris, Gallimard, Quarto, 2003:
  - Le Sacre de l'écrivain 1750-1830, Paris, Corti, 1973, trad. it. La consacrazione dello scrittore. L'avvento dello spirito laico nella Francia moderna (1750-1830), Bologna, Il Mulino, 1993 ISBN 88-15-03375-0
  - Le Temps des prophètes : Doctrines de l'âge romantique, 1977, trad. it. Il tempo dei profeti. Dottrine dell'età romantica, Bologna, Il Mulino, 1997 ISBN 88-15-05712-9
  - Les Mages romantiques, Paris, Gallimard, 1988
  - L'École du désenchantement : Sainte-Beuve, Nodier, Musset, Nerval, Gautier, Paris, Gallimard, 1992